# Liste der Kulturgüter in Evolène
Die Liste der Kulturgüter in Evolène enthält alle Objekte in der Gemeinde Evolène im Kanton Wallis, die gemäss der Haager Konvention zum Schutz von Kulturgut bei bewaffneten Konflikten, dem Bundesgesetz vom 20. Juni 2014 über den Schutz der Kulturgüter bei bewaffneten Konflikten sowie der Verordnung vom 29. Oktober 2014 über den Schutz der Kulturgüter bei bewaffneten Konflikten unter Schutz stehen.
Objekte der Kategorien A und B sind vollständig in der Liste enthalten, Objekte der Kategorie C fehlen zurzeit (Stand: 1. Januar 2023).

## Kulturgüter
| Foto |                                                                                               | Objekt | Kat. | Typ | Standort                                      | Beschreibung |
| ---- | --------------------------------------------------------------------------------------------- | --- | ---- | --- | --------------------------------------------- | ------------ |
| ja   | Datei hochladen · Wikidata zu Kirche Saint-Jean-Baptiste (Q29892041)                          | Kirche Saint-Jean-Baptiste / Eglise Saint-Jean-Baptiste KGS-Nr.: 06725                                                         | B    | G   | Ruelle de l'Eglise 1 604423 / 106830          |              |
| BW   | Datei hochladen · Wikidata zu Haus Antoine Moret (de Ribeaupierre) «La Fauchère» (Q131287863) | Haus Antoine Moret (de Ribeaupierre) «La Fauchère» / Maison Antoine Moret (de Ribeaupierre) «La Fauchère» KGS-Nr.: 06726       | B    | G   | Route des Haudères 9 604917 / 106103          |              |
| ja   | Datei hochladen · Wikidata zu Kapelle Saint-Christophe (Q29892046)                            | Kapelle Saint-Christophe / Chapelle Saint-Christophe KGS-Nr.: 06730                                                            | B    | G   | Chemin de Saint-Christophe 22 605644 / 105210 |              |
| ja   | Datei hochladen · Wikidata zu Wasserkraftwerk Jean Rong-Rieder (Q29892047)                    | Wasserkraftwerk Jean Rong-Rieder / Usine hydraulique Jean Rong-Rieder KGS-Nr.: 06731                                           | B    | G   | Route d’Arolla 2 605343 / 103189              |              |
| ja   | Datei hochladen · Wikidata zu Museum Evolène (Q27480221)                                      | Musée à Evolène KGS-Nr.: 08746                                                                                                 | B    | S   | Rue Centrale 73 604450 / 106799               |              |
| ja   | Datei hochladen · Wikidata zu Alpage de Cotter, Schalensteine, Zeitraum unbekannt (Q29527703) | Alpage de Cotter, Schalensteine unbekannter Zeitstellung / Alpage de Cotter, pierres à cupules période inconnue KGS-Nr.: 09698 | B    | F   | 606200 / 107320                               |              |
| BW   | Datei hochladen · Wikidata zu Tsaté-Alp (Q29892035)                                           | Alpage de Tsaté KGS-Nr.: 13914                                                                                                 | B    | G   | Murra 607199 / 104739                         |              |